# 황보라
황보라(黃寶羅, 1983년 10월 2일~)는 대한민국의 방송인, 배우인데 2003년 10월 SBS 공채 10기 탤런트로 데뷔했지만 이 당시 SBS는 세 번째 정규 단막극이었던 《오픈드라마 남과 여》가 2003년 5월 16일부터 금요일로 이동한 뒤 여성 월간지의 단골 메뉴를 소재로 잡은 '아류 단막극'인 동시간대 KBS 2TV 《부부클리닉 사랑과 전쟁》 탓인지 시청률이 갈수록 떨어진 데다  소재 자체를 사랑 얘기로 한정해 정통 단막극과 거리가 먼 상태였다.
게다가, 본인(황보라) 뿐 아니라 전성우 여호민 김은경 등 본인(황보라)의 SBS 공채 탤런트 10기 출신이 대부분의 공채 탤런트들과 마찬가지로 과거 연극 영화 CF 모델 등으로 활동한 경력이 있었던(TV 연속극에 고정출연- 단막극 또는 단역 연기로 브라운관에 비친 것 포함) 탓인지  참신성에서 'F학점'을 받기도 했다.
결국 SBS는 10기를 끝으로 공채 탤런트 제도를 폐지했다가 2009년 3월 11기로 공채 탤런트 제도를 재개했지만 진예솔 김성오 등 이 기수 출신 배우들이 대부분의 공채 탤런트들과  마찬가지로 과거 TV 연속극에 고정출연했거나 단막극 또는 단역 연기로 브라운관에 얼굴을 비쳤던 탓인지 참신성에서 'F학점'을 받아 또다시 폐지됐는데 이 무렵 SBS는  《오픈드라마 남과 여》폐지 후 SBS의 정규 단막극 편성이 전무해진 상태였다.

## 주요 이력
- 2003년 SBS 10기 공채 탤런트
- 2007년 제3회 제천국제음악영화제 트레일러

## 학력
- 동상초등학교 졸업
- 학산여자중학교 졸업
- 대명여자고등학교 -> 진선여자고등학교 졸업
- 동국대학교 연극영화학 (학사)

## 출연 작품

### 드라마
- 2003년 SBS 일일연속극 《연인》
- 2003년 SBS 아침드라마 《이브의 화원》
- 2003년 SBS 드라마 스페셜 《때려》
- 2003년 SBS 주말극장 《애정만세》
- 2003년 SBS 일일연속극 《흥부네 박터졌네》
- 2003년 SBS 드라마 스페셜《천국의 계단》
- 2004년 SBS 주말 특별기획 《발리에서 생긴 일》 ... 옷가게 점원 역
- 2004년 SBS 설날특집극 《개밥그릇》
- 2004년 SBS 아침드라마 《청혼》
- 2004년 SBS 월화드라마 《2004 인간시장》 ... 공미 역
- 2004년 SBS 드라마 스페셜 《파란만장 미스김 10억 만들기》
- 2004년 SBS 주말극장 《작은 아씨들》
- 2004년 SBS 일일연속극 《소풍가는 여자》
- 2004년 SBS 드라마 스페셜 《섬마을 선생님》
- 2004년 SBS 주말특별기획드라마 《파리의 연인》
- 2004년 SBS 드라마 스페셜《형수님은 열아홉》
- 2004년 SBS 드라마 스페셜《남자가 사랑할 때》
- 2004년 SBS 주말극장 《토지》 ... 연이 역
- 2004년 SBS 주말특별기획드라마 《마지막 춤은 나와 함께》
- 2004년 SBS 월화드라마 《러브스토리 인 하버드》
- 2005년 MBC 월화드라마 《변호사들》 ... 신지나 역
- 2005년 MBC 월화드라마 《비밀남녀》 ... 서영민 역
- 2005년 MBC 청춘시트콤 《레인보우 로망스》 ... 황보라 역
- 2005년 SBS 드라마 스페셜 《마이걸》 ... 안진심 역
- 2007년 MBC 2부작드라마 《그라운드 제로》 ... 김소영 역
- 2008년 KBS 월화드라마 《연애결혼》 ... 김순영 역
- 2008년 SBS 창사특집극 《압록강은 흐른다》 ... 10대 구월 역
- 2009년 SBS 추석특집극 《아버지, 당신의 자리》 ... 미옥 역
- 2010년 MBC 수목드라마 《로드 넘버원》 ... 종기의 고향 동생 역
- 2010년 SBS 주말극장 《웃어요, 엄마》 ... 김미소 역
- 2011년 MBC 아침드라마 《위험한 여자》 ... 강소라 역
- 2012년 KBS2 월화드라마 《사랑비》 ... 황인숙 역
- 2012년 MBC 수목드라마 《아랑사또전》 ... 방울 역
- 2013년 JTBC 주말연속극 《맏이》 ... 박순금 역
- 2014년 MBC 수목드라마 《앙큼한 돌싱녀》 ... 강민영 역
- 2014년 MBC 수목드라마 《미스터 백》 ... 유난희 역
- 2016년 JTBC 금토드라마 《욱씨남정기》 ... 장미리 역
- 2016년 MBC 주말드라마 《불어라 미풍아》 ... 조희라 역
- 2016년 tvN 불금불토스페셜 《안투라지》
- 2016년 KBS2 단막극 《KBS 드라마 스페셜 - 웃음실격》 ... 간호사 역 (특별출연)
- 2017년 KBS2 월화드라마 《쌈 마이웨이》 ... 박찬숙 역 (1회 특별출연)
- 2017년 MBC 예능드라마 《보그맘》 ... 구설수지 역
- 2018년 KBS2 월화드라마 《우리가 만난 기적》 ... 송사란 역
- 2018년 tvN 수목드라마 《김비서가 왜 그럴까》 ... 봉세라 역
- 2019년 tvN 수목드라마 《진심이 닿다》
- 2019년 SBS 금토드라마 《배가본드》 ... 공화숙 역
- 2020년 SBS 금토드라마 《하이에나》 ... 심유미 역
- 2020년 JTBC 수목드라마 《쌍갑포차》 ... 성춘향 역 (특별출연)
- 2020년 KBS2 월화드라마 《좀비탐정》 ... 공선영 역
- 2020년 KBS2 단막극 《KBS 드라마 스페셜 - 도둑잠》 ... 송실장 역
- 2021년 KBS2 수목드라마 《달리와 감자탕》 ... 여미리 역
- 2021년~2022년 KBS2 월화드라마 《꽃 피면 달 생각하고》
- 2022년 SBS 월화드라마 《사내 맞선》 ... 황보라 역 (특별출연)
- 2022년 디즈니+ 수요드라마 《키스 식스 센스》 ... 장엄지 역
- 2023년 tvN 토일드라마 《일타 스캔들》 ... 이미옥 역
- 2023년 tvN 단막극 《O'PENing - 여름 감기》 ... 오순영 역
- 2023년 JTBC 수목드라마 《이 연애는 불가항력》 ... 정민 역 (특별출연)
- 2024년 JTBC 토일드라마 《가족X멜로》 ... 유세리 역

### 영화
- 1999년 《여고괴담 두번째 이야기》 ... 반 아이들 역
- 2007년 《좋지 아니한가》 ... 심용선 역
- 2008년 《라듸오 데이즈》 ... 기생 명월 역
- 2008년 《다찌마와 리 - 악인이여 지옥행 급행열차를 타라!》 ... 소녀 역
- 2009년 《내 눈에 콩깍지》 ... 태영 역
- 2010년 《주문진》 ... 지니 역
- 2010년 《쩨쩨한 로맨스》 ... 볼매 언니 역
- 2014년 《내비게이션》 ... 수나 역
- 2015년 《허삼관》 ... 계화 역
- 2015년 《더 폰》 ... 김혜진 역
- 2016년 《탐정 홍길동: 사라진 마을》 ... 헌책방녀 역
- 2017년 《소시민》 ... 구재숙 역
- 2018년 《1급기밀》 ... 미란 역
- 2019년 《어쩌다, 결혼》 ... 송미연 역
- 2023년 《악마들》 ... 미선 역
- 2023년 《3일의 휴가》 ... 미진 역

### 연극
- 2010년 《옥탑방 고양이》

### 뮤직 비디오
- 2002년 여행스케치 - 달팽이와 해바라기
- 2005년 F&F - 발버둥
- 2010년 바이걸 - 내 이름은 여자

### 예능
- 2018년 tvN 《인생술집》 84회 (8월 16일)
- 2019년 SBS 《런닝맨》 474회 (10월 27일), 482회 (12월 22일)
- MBC 《구해줘! 홈즈》 1, 4 ~ 6, 8, 10, 60, 62 ~ 63, 184, 198회
- 2021년 KBS Joy 《썰바이벌》
- 2022년 MBC 《심야괴담회》 - 53회
- 2022년 tvN STORY 《회장님네 사람들》 - 5회
- 2023년 KBS2 《배틀트립 2》 14 ~ 15회
- TV CHOSUN 《조선의 사랑꾼》
- 2023년 ~ 2024년 TV CHOSUN 《미스트롯3》 - 심사위원

### 광고
- 2005년 KTF (안성기와 함께 출연)
- 2005년 팔도 왕뚜껑
- 2006년 배상면주가 산사춘
- 2006년 광동제약 썬키스트
- 2006년 빙그레 샤빙수
- 2007년 SK텔레콤 T 3G플러스

## 그 외 활동

### 홍보대사
- 2009년 강릉시 홍보대사

## 수상 및 후보
| 연도 | 시상식                     | 부문                           | 작품               | 결과 |
| ---- | -------------------------- | ------------------------------ | ------------------ | ---- |
| 2007 | 제8회 부산영화평론가협회상 | 신인여우상                     | 좋지 아니한가      | 수상 |
| 2007 | 제10회 디렉터스 컷 시상식  | 올해의 신인연기자상            | 좋지 아니한가      | 수상 |
| 2007 | 제28회 청룡영화상          | 신인여우상                     | 좋지 아니한가      | 후보 |
| 2012 | MBC 연기대상               | 미니시리즈부문 여자 우수연기상 | 아랑사또전         | 후보 |
| 2017 | MBC 방송연예대상           | 쇼 시트콤부문 여자 신인상      | 보그맘             | 후보 |
| 2019 | 제14회 숨피어워즈          | 최우수조연상 여자부문          | 김비서가 왜 그럴까 | 수상 |
| 2019 | SBS 연기대상               | 여자 베스트 캐릭터상           | 배가본드           | 후보 |
| 2022 | 코리아드라마어워즈         | 여자 조연상                    | 키스 식스 센스     | 수상 |
| 2023 | 신스틸러 페스티벌 in 문경  | 본상                           | 키스 식스 센스     | 수상 |